# Гамелейра-ди-Гояс
Гамелейра-ди-Гояс (порт. Gameleira de Goiás) — муниципалитет в Бразилии, входит в штат Гояс. Составная часть мезорегиона Юг штата Гойас. Входит в экономико-статистический микрорегион Пирис-ду-Риу. Население составляет 2816 человек на 2006 год. Занимает площадь 595,316 км². Плотность населения — 4,7 чел./км².

## Статистика
- Валовой внутренний продукт на 2003 год составляет 34 550 433,00 реалов (данные: Бразильский институт географии и статистики).
- Валовой внутренний продукт на душу населения на 2003 год составляет 12 730,45 реалов (данные: Бразильский институт географии и статистики).